# Islas Blancas
Las islas Blancas es un grupo de pequeñas islas costeras de origen rocoso del mar Argentino, se encuentra ubicada aproximadamente a unos 2 kilómetros de la costa y a 4,5 kilómetros al noreste de la localidad de Camarones en el Departamento Florentino Ameghino de la provincia argentina del Chubut. 

## Características
Constituyen un grupo de tres islas rocosas bajas que se caracterizan por poseer escasa o nula vegetación:
- La isla Blanca Mayor (44°46′22.61″S 65°39′43.34″O / -44.7729472, -65.6620389) que se ubica en la parte sudoeste y cuenta con unas medidas máximas de 1400 por 240 metros de ancho, con el largo máximo en sentido este-oeste.
- La isla Blanca Menor Este (44°46′12.91″S 65°38′24.73″O / -44.7702528, -65.6402028) que se encuentra al este y tiene unas medidas de 240 por 90 metros.
- La isla Blanca Menor Oeste (44°46′01.23″S 65°39′05.88″O / -44.7670083, -65.6516333) que se halla al noroeste y tiene unas medidas de 170 por 60 metros.

## Fauna Marina
En las islas Blancas habitan gran cantidad de lobos marinos de dos pelos (Arctocephalus australis), existiendo apostaderos en las tres islas.  El apostadero de la isla Blanca Menor Oeste es de cría, y los de las islas Blanca Menor Este y Blanca Mayor son ambos no reproductivos. Existen también colonias de nidificación de Pingüinos de Magallanes (Spheniscus magellanicus), donde se han contabilizado 510 parejas reproductivas a mediados de la década de 1990. También habitan cormoranes imperiales (Phalacrocorax atriceps), cormoranes de cuello negro (Phalacrocorax magellanicus), gaviotas australes (Larus scoresbii), gaviotas cocineras (Larus dominicanus), gaviotines Sudamericanos (Sterna hirundinacea), escúas Parda (Catharacta antarctica) y escúas Común (Stercorarius chilensis), así como también petreles (Macronectes giganteus).
A partir de esta importante avifauna existen guaneras que fueron explotadas comercialmente durante la década de 1950, constituyendo uno de los depósitos más ricos explotados en esa época en la costa patagónica argentina.

## Restos
En la zona de Islas Blancas, cercana a Camarones, naufragó en 1899 el buque Villarino, conocido por haber trasladado los restos del General José de San Martín desde Francia.
Además, se hallan los restos de una baliza destruida.

## Excursiones
Se ejecuta una visita por una empresa local de turismo que dura aproximadamente 2 horas. La misma comienza a realizarse desde octubre a marzo-abril, por lo general la mayor demanda es en diciembre que da justo para la fecha de reproducción de las toninas. En el viaje se puede avistar una gran variedad de fauna marina en forma constante.